# Jogos dos Povos Indígenas

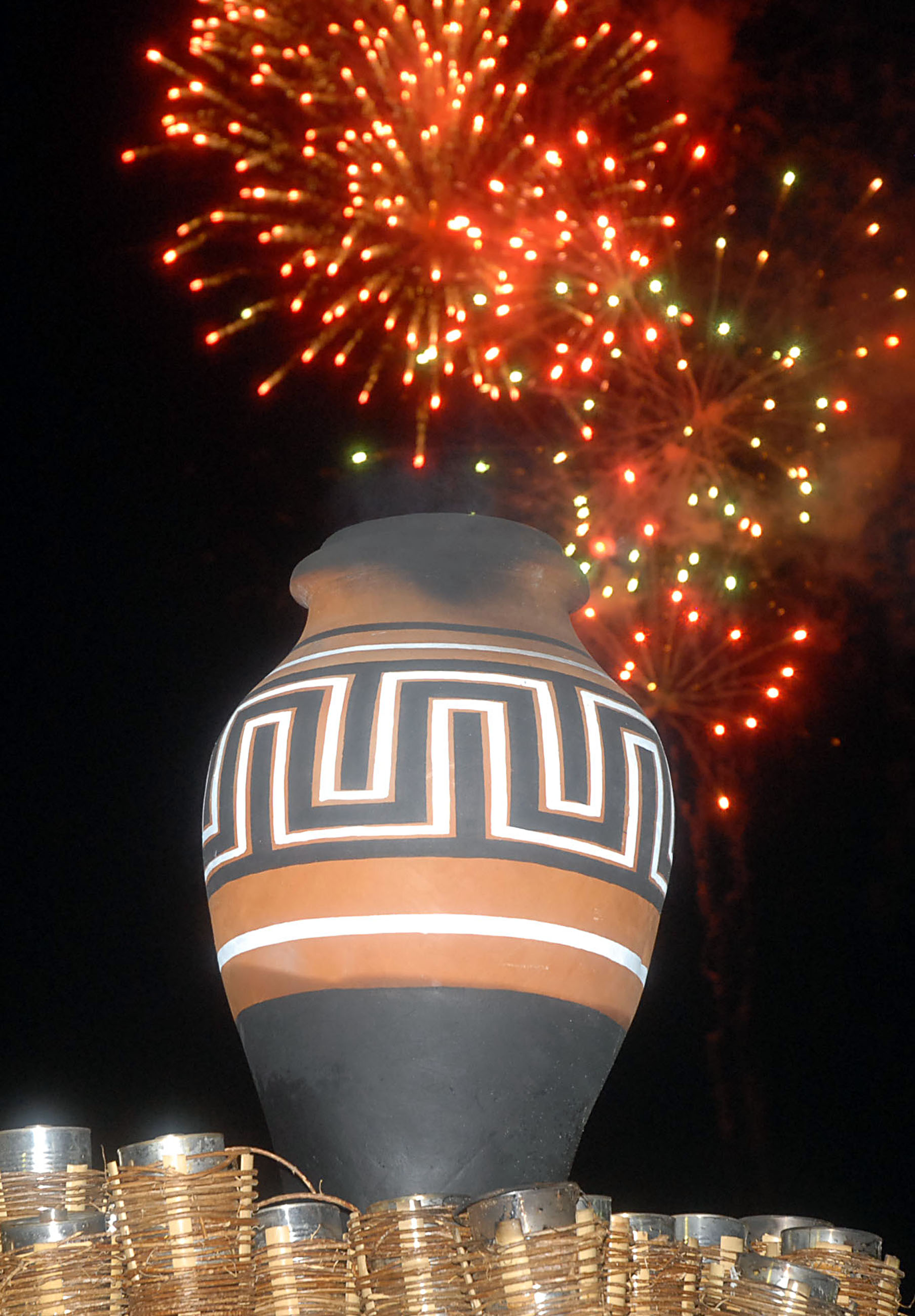
Queima de fogos na cerimônia de encerramento da nona edição dos Jogos dos Povos Indígenas em Olinda (PE)

Os Jogos dos Povos Indígenas é um evento multiesportivo, criado em 1996 por meio de uma iniciativa indígena brasileira, do Comitê Intertribal - Memória e Ciência Indígena (ITC), com o apoio do Ministério do Esporte do Brasil. Sendo um dos maiores encontros esportivos culturais de indígenas da América. O primeiro foi realizado em Goiânia, capital do estado de Goiás. Em 2015, o evento tem sua primeira edição mundial e se torna Jogos Mundiais dos Povos Indígenas. " A periodicidade dos Jogos é anual, com exceção do intervalo ocorrido em 1997, 1998, 2006 e 2008 quando não houve edições."
Os líderes indígenas Carlos Terena e Marcos Terena, fundadores do ITC, foram os responsáveis pela organização desportiva, cultural, espiritual e a articulação com os povos indígenas. No total já reuniram mais de 150 povos indígenas brasileiros, tais como Xavante, Bororo, Pareci, Guarani. Inclusive houve delegações estrangeiras indígenas vindas do Canadá e da Guiana Francesa.

## Edições
| Edição                         | Ano  | Período                            | Localidade                                                       | Etnias | Modalidades |
| ------------------------------ | ---- | ---------------------------------- | ---------------------------------------------------------------- | --- | --- |
| I Jogos dos Povos Indígenas    | 1996 | de 16 a 20 de outubro              | Goiânia, Goiás                                                   | Bakairi - MT; Bororo- MT; Fulni-ô - PE; Gavião - RO; Guarani - SP e MS; Guató - MS; Kadiwéu - MS; Kaingang - SP, SC e RS; Kamayurá - Xingu - MT; Karajá - TO e GO; Kaiowá - MS; Krahô - TO; Krikati - MA; Sateré-Mawé - AM; Ofaié - MS; Paresi - MT; Terena - MS; Tukano - AM; Xucuru - Kariri - AL; Yawalapiti, Xingu - MT; Kuikuro; Wuará; Xavante - MT, Kalapalo; Trumai; Mehinaku; Kaiapó - PA; Javaé - TO; Kanela - MA. | Futebol, voleibol, atletismo e natação, a canoagem, o arco e flecha, o arremesso de lança, as demonstrações de lutas e a corrida de tora. |
| II Jogos dos Povos Indígenas   | 1999 | de 14 a 20 de outubro              | Guaíra, Paraná (na fronteira Argentina-Paraguai)                 | Guarani - SP; Potiguara - PB; Pankararu - PE; Maxacalí - MG; Krenak - MG; Xacriabá - MG; Paresi - MT; Umutina - MT; Kaingang-SC; Kaiowá - MS; Kadiwéu - MS; Bakairi - MT; Bororo - MT; Erikbaktsa - MT; Kanela - MA; Matis - AM; Krahô - TO; Kayapó - PA; Xavante - MT; Karajá - TO; Jawaé - TO; Kuikuro, Xingu - MT; Kamaiurá, Xingu - MT; Yawalapiti, Xingu - MT, Suyá, Xingu - MT; Waurá, Xingu - MT e Terena - MS. | Futebol, atletismo, arco e flecha, canoagem, natação, lutas corporais e corridas de tora. |
| III Jogos dos Povos Indígenas  | 2000 | de 15 a 21 de outubro              | Marabá, Pará (na Amazônia brasileira)                            | Bororo - MT; Bakairi - MT; Xavante - MT; Xickin - MT; Arara - PA; Munduruku - PA; Krahô - TO; Tembé - PA; Suruí - PA; Kaapor - PA; Parakanã - PA; Matis - AM; Kaiowá - MS; Guarani - SP; Mbyá - PA; Kaingang - PR; Pataxó - BA; Karajá - TO; Asurini - PA; Gavião Parkatejê - PA; Terena - MS; Kanela - MA; Wai Wai - PA; Yawalapiti, Xingu - MT; Kuikuru, Xingu - MT, Kamayura, Xingu - MT; Kalapalo, Xingu - MT; Waurá, Xingu - MT; Mehinaku, Xingú- MT; Erikbatsa - MT; Jawaé - TO; Suyá, Xingu - MS; Arawete - PA; Assurini - PA e Kayapó - PA.                                                    | Arco e flecha, zarabatana, cabo de guerra, arremesso e canoagem, futebol e a natação. |
| IV Jogos dos Povos Indígenas   | 2001 | de 20 a 27 de outubro              | Campo Grande, Mato Grosso do Sul, região do Pantanal)            | | |
| V Jogos dos Povos Indígenas    | 2002 | de 14 a 21 de setembro             | Marapanim, Pará                                                  | Araweté, Arara, Asurini, Bakairi, Bororo, Erikbaktsa, Fulni-ô, Gavião (RO), Gavião Parkatejê- PA, Guarani Mbya, Guató, Javaé, Kadiwéu, Kayapó, Kaingang, Kaiowá, Kalapalo, Kamayurá, Kanela, Karajá, Kariri, Krahô, Krenak, Krikati, Kuikuro, Matis, Maxacali, Mbya, Mehinaku, Munduruku, Ofaié, Pankararu, Parakanã, Paresi, Pataxó, Potiguara (PB), Saterê-Maués, Suruí (PA), Suyá, Tembé, Terena, Trumai, Tukano, Umutina, Wai Wai, Wuará, Xacriabá, Xavante, Xicrin, Xucuru, Yawalapiti. | Arco e flecha, arremesso de lança, natação com travessia de rio, cabo de guerra, canoagem, corrida de tora, futebol masculino e feminino, corrida de velocidade (100m), corrida de fundo (5.000m), cabo de guerra, demonstrações de Zarabatana, Ronkrã,Kagót, Jãmparty Kaipy, Akô, Inssitró, Katulaywa, Jawari, Xikunahity e Tihimore. |
| VI Jogos dos Povos Indígenas   | 2003 | de 01 a 08 de novembro             | Palmas, Tocantins                                                | Awá (Guajá)/MA; Aikewara/PA; Apinajé/TO; Avá-Canoeiro/GO; Aweti/MT; Bakairi/MT; Bororo/MT; Cinta Larga/RO; Enawenê-nawê /MT; Gavião Kyikatêjê/PA; Guarani/PA; Hixkariana/AM; Javaé/TO; Ka'apor/MA; Kaiwá/MS Kalapalo/MT; Kamayurá/MT; Kanela Ramkokamekra/MA; Karajá/TO; Kayabi/MT; Kayapó/PA; Krahô/TO; Kuikuru/MT; Matis/AM; Nambikwára/RO; Parakanã/PA; Paresi/MT; Pataxó/BA; Rikbatsa/MT; Suruí/RO; Tapirapé-TO/MT; Tembé-PA/; Terena/MS; Uru-Eu-Wau-Wau-/RO; Wai Wai/PA; Waiãpi/AC; Waimri Atroari/AM; Waura/MT: Xavante/MT; Xerente/TO; Xikrin/PA; Xucuru Kariri/AL; Yanomami/RR; Yawalapití/MT. | Futebol, voleibol, atletismo, natação,canoagem, arco e flecha, arremesso de lança, lutas corporais, corrida de tora, corrida de velocidade (100m), corrida de fundo (5.000m), Zarabatana, Ronkrã, Kaipy, Akô, Inssitró, Katulaywa, Jawari, Xikunahity e Tihimore.                                                                      |
| VII Jogos dos Povos Indígenas  | 2004 | de 20 a 27 de novembro             | Porto Seguro, Bahia, local da chegada dos "caraíbas" portugueses | Aikewara, Asurini do Xingu, Awá Guajá, Aweti, Bakairi, Bororo, Enawenê-Nawê, Etnias Australianas, Etnias Canadenses, Gavião do Pará, Guajajara, Guarani, Ikpeng, Irantxe, Javaé, Kaapor, Kadiwéu, Kaigang. Kaiwá, Kalapalo, Kamayurá, Kanela, Kantaruré, Karajá, Kayabi, Kayapó, Kiriri, Krahô, Krenak, Kuikuro, Matis, Maxakali, Nambikwara, Pankararé, Pankararu, Paresi, Pataxó, Rikbaktsa, Suruí, Tapirapé, Terena, Tuxá, Wai Wai, Waiãpi, Waimiri Atroari, Waura, Wayapi Guiana Francesa, Xakriabá, Xavante, Xerente, Xikrin, Xukuru Kariri, Yanomami, e Yawalapiti.                              | Arco e Flecha; Canoagem; Arremesso de Lança; Cabo de força; e Corrida de Tora , Lutas Corporais; Zarabatana; Xikunahity; Tihimore; Katulaya; Akô; e Jãmparti Futebol de Campo; Atletismo; Natação/Travessia; Corrida de fundo. |
| VIII Jogos dos Povos Indígenas | 2005 | de 18 e 26 de novembro             | Praia de Iracema, Fortaleza, Ceará                               | Aikewara, Asurini, Awá Guajá, Aweti- MT, Bakairi, Bororo, Enawenê-Nawê, Gavião, Guajajara, Guarani Mbya, Javaé, Kaiowá, Kalabaça/CE Kalapalo, Kamayurá, Kanela, Kanindé/CE, Karajá, Kayabi, Krahô, Kuikuro, Iratinxe Manoki/MT, Matis, Nambikwara, Parakanã, Paresi, Pataxó, Pitaguary ou Potiguara CE/PB, Suruí - RO, Tapeba/CE, Tapirapé, Tembé, Terena, Tobajara/CE, Tremembé/CE:, Wai Wai, Xavante, Xerente, Xikrin, Yawalapiti. | Futebol; arco e flecha, arremesso de lança, cabo de força, corrida de tora, atletismo, natação e corrida de fundo de 5 mil metros, lutas corporais, corrida de tora, zarabatana, jikunahiti, ronkrã, katulaywa, akô, gâamparti, kaipy, tihimora, hipipi, iwavary, qagõt, insintró e peikrâ.                                            |
| IX Jogos dos Povos Indígenas   | 2007 | de 24 de novembro a 01 de dezembro | Olinda, Pernambuco                                               | AIKEWARA, ASSURINI, ASHANINKÁ, ATIKUM,BAKAIRI,BORORO,FULNI-Ô,GAVIÃO KYIKATÊJÊ / PARKATÊJÊ, KARITIANA,KAXINAWÁ,KAYAPÓ,KRAHÔ, KUIKURO,JAVAÉ, KAINGANG,KANELA RÃMKOKAMEKRA, KAMBIWÁ,KAPINAWÁ,KARAJÁ, MANCHINERI, MATIS, PANKARÁ,PANKARARU,PARECI HALITI, PATAXÓ,PIPIPÃ, RIKBAKSTA,SHANENAWÁ,TAPIRAPÉ, TENHARIM, TERENA, TRUKÁ, TUXÁ, UMUTINA, XAVANTE, XERENTE, XIKRIN, XOKLENG, XUKURU, WAI WAI | Futebol masculino e feminino, voleibol, natação/travessia, canoagem, arco e flecha, arremesso de lança, corrida de tora, corrida de velocidade (100m), corrida de fundo (5.000m), cabo de força, Lutas Corporais, Zarabatana, Ronkrã, Xikunahity, Akô, Katulaya, , Jãmparty Kaipy e Tihimore.                                          |
| X Jogos dos Povos Indígenas    | 2009 | de 31 de outubro a 07 de novembro  | Paragominas, Pará                                                | AIKEWARA (PA), ASSURINI (PA), BAKAIRI (MT), BORORO BOE (MT),ENAWENE-NAWE (MT), GAVIÃO KYIKATÊJÊ / PARKATÊJÊ(PA), JAVAÉ (TO), KAIGANG (PR), KA’APOR (MA), KAMAYURÁ (MT), KANELA RÃMKOKAMEKRA (MA),KARAJÁ (TO), KAYAPÓ (PA), KRAHÔ (TO), KUIKURO (MT), MANOKI IRANTXE (MT), MATIS (AM), PARECI HALITI (MT), PATAXÓ (BA), RIKBAKSTA (MT),SHANENAWÁ (AC), TAPIRAPÉ (MT), TERENA (MS), TEMBÉ (PA), UMUTINA (MT), XAVANTE (MT), XERENTE (TO), XIKRIN (PA), XOKLENG (SC),WAIWAI (PA), YAUANAUWÁ (AC). | Arco e flecha, arremesso de lança, cabo de força, canoagem, corrida de 100 metros, corrida de fundo, corrida de tora, futebol (masculino e feminino), natação/travessia. |
| XI Jogos dos Povos Indígenas   | 2011 | de 8 a 15 de outubro               | Porto Nacional, Tocantins                                        | | |
| XII Jogos dos Povos Indígenas  | 2013 | de 10 a 18 de outubro              | Cuiabá, Mato Grosso                                              | | |
| XIII Jogos dos Povos Indígenas | 2015 | de 15 a 19 de julho                | Parque Indígena do Xingu, Mato Grosso                            | | Futebol, natação, arremesso de lança, arco e flecha, corrida e cabo de força |

## Galeria
- Encerramento dos IX Jogos dos Povos Indígenas (Olinda, 2007)
- Encerramento dos IX Jogos dos Povos Indígenas (Olinda, 2007)

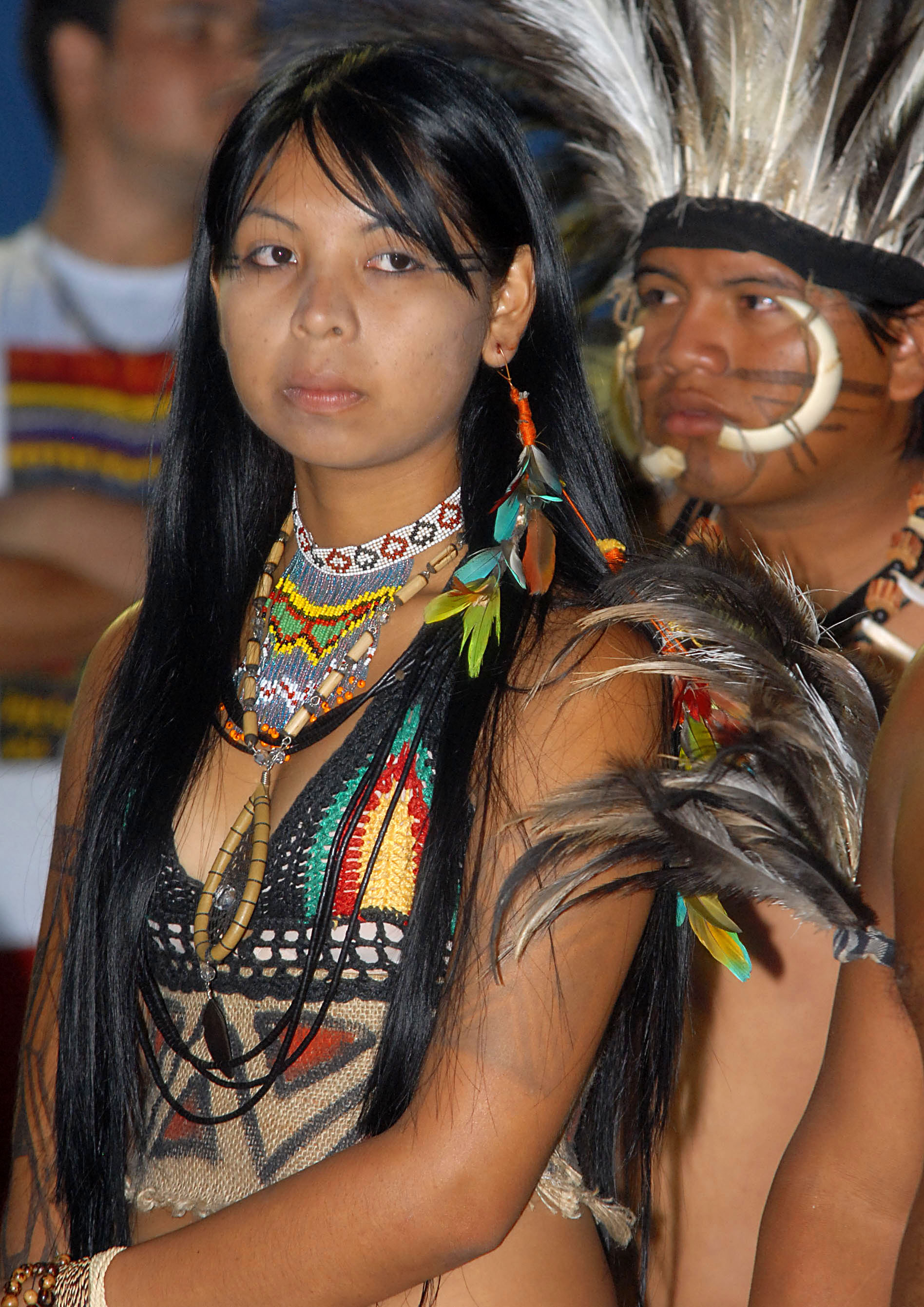
Mulher Terena
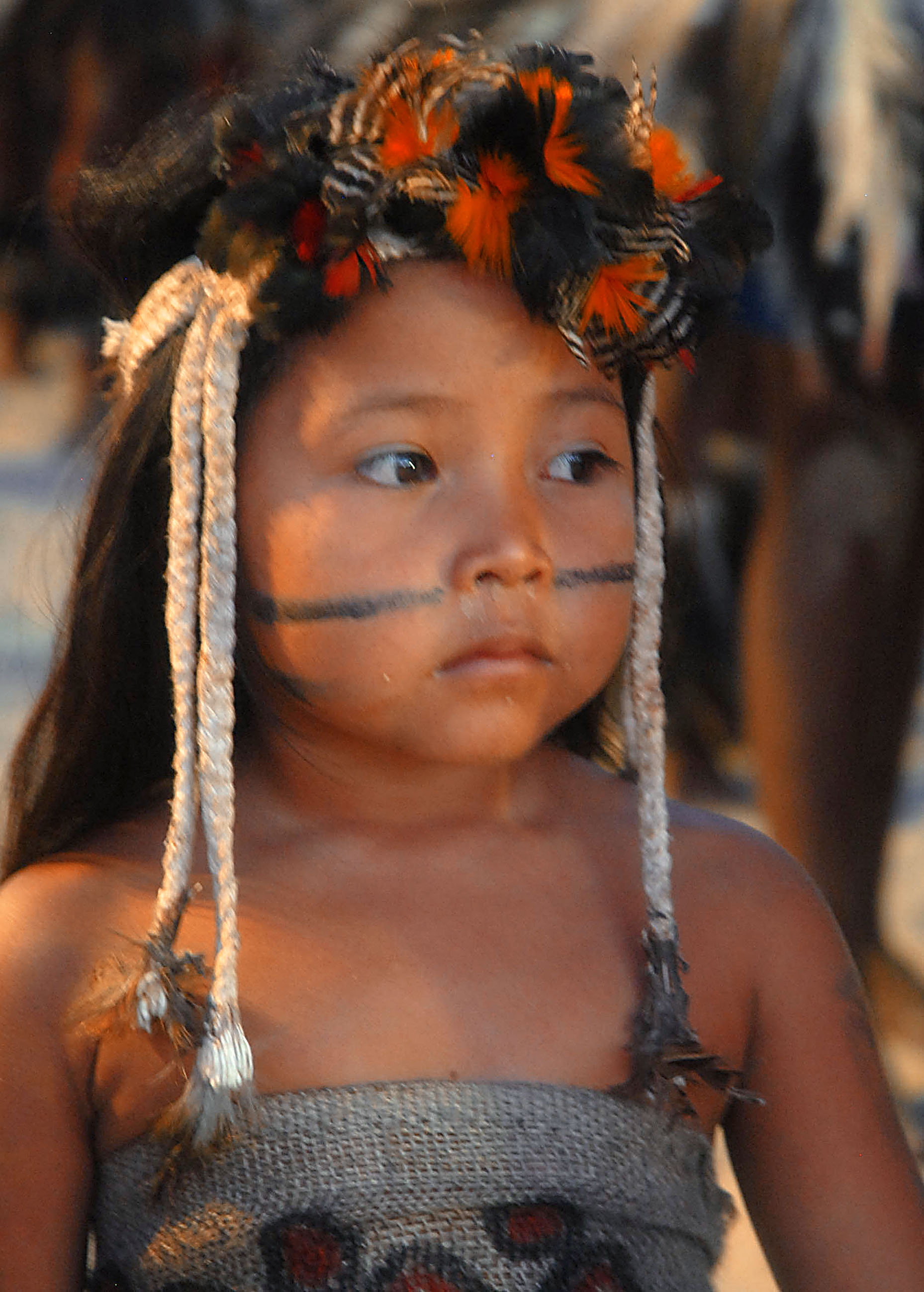
Menina Terena
- Homem Terena
- Homens da etnia  Terena
- Homens da etnia Terena
- Homens da etnia Kuikuro
- Homens da etnia da Rikbaksta
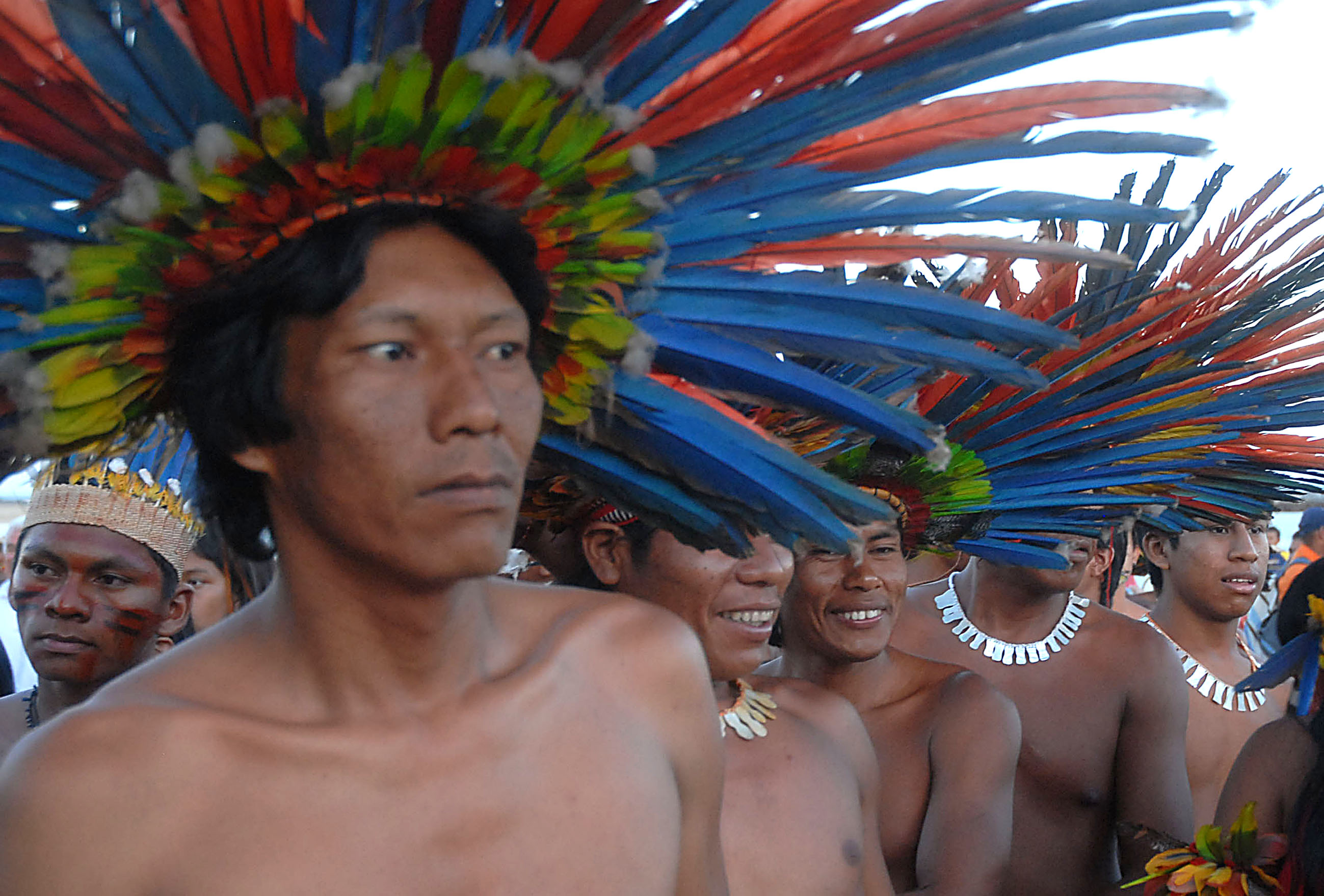
Cacique Paulo, da etnia Bororo (Boe)
- Índios Bororo (Boe)‎

Nos últimos anos, os Jogos dos Povos Indígenas têm despertado interesse de diversos trabalhos acadêmicos, tornando-se objeto de estudo científico em várias áreas do conhecimento, mas principalmente na educação física, antropologia, sociologia e pedagogia. Uma publicação em específico demonstra a riqueza desta temática e as possibilidades de pesquisa em torno da diversidade e dos conflitos culturais em tornos dos Jogos dos Povos Indígenas. O livro “Brincar, Jogar, Viver: IX Jogos dos Povos Indígenas” é uma coletânea de trabalhos de diversos pesquisadores do Brasil que avaliam os Jogos como um importante instrumento para a valorização e a difusão da cultura indígena. Tal coletânea reuniu discussões necessárias à preservação dos conhecimentos e das manifestações culturais advindas das mais de 220 etnias que vivem nas diferentes regiões do nosso País. São valores, ritos cotidianos que se apresentam no universo cultural das sociedades indígenas e que se manifestam em suas danças, cantos, pinturas corporais e em seus jogos esportivos que valorizam o lúdico, o brincar e a expressão de sentimentos como a alegria, essenciais para a qualidade de vida do ser humano e sua convivência social.
 

Os Jogos dos Povos Indígenas são considerados locais de convivência, de troca de saberes ancestrais e contemporâneos, propiciando a visibilidade da diversidade cultural indígena e novas construções sociais. O evento em questão possibilita a interação entre distintas etnias, resultando na apropriação de manifestações culturais, jogos e brincadeiras tradicionais, ritos, danças, pinturas e adornos, bem como do esporte - fenômeno que possibilita a ressignificação das práticas corporais indígenas. Trata-se de evento cultural surgido a partir da demanda dos próprios indígenas brasileiros, com o propósito de trocarem informações a respeito de suas práticas culturais, econômicas e sociais, tem como objetivo a valorização das manifestações culturais destes povos. O esporte, nesse âmbito, aparece como um instrumento que tem como pressuposto a interação entre distintas comunidades indígenas e dessas com a sociedade envolvente, proporcionando o intercâmbio de valores. Porém, ao se aproximar do esporte de rendimento as práticas corporais tradicionais passam a ser estruturadas segundo a lógica competitiva.